# Ukrajna a 2010. évi téli olimpiai játékokon

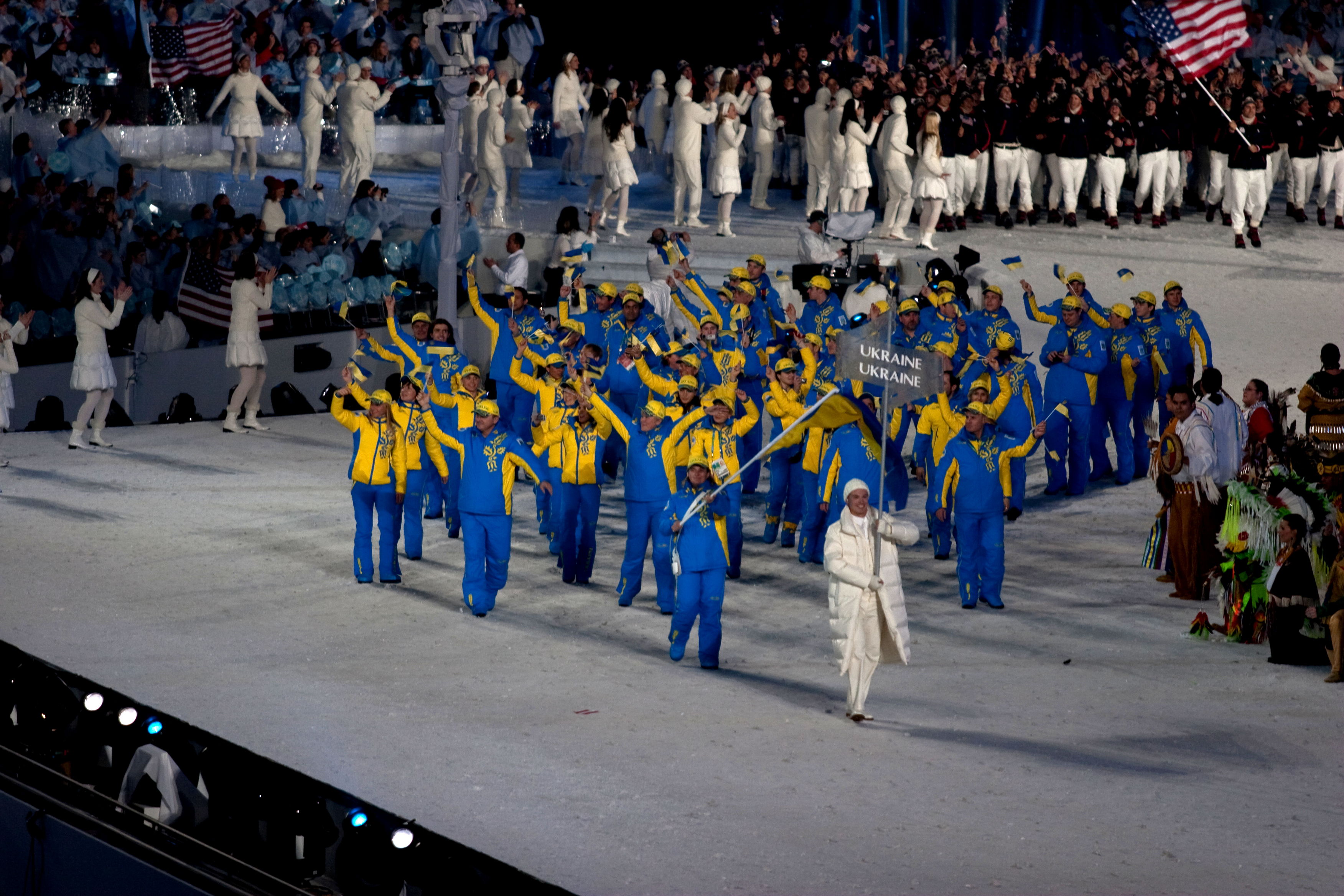
Ukrajna olimpiai küldöttsége a megnyitón

Ukrajna a kanadai Vancouverben megrendezett 2010. évi téli olimpiai játékok egyik részt vevő nemzete volt. Az országot az olimpián 9 sportágban 45 sportoló képviselte, akik érmet nem szereztek.

## Alpesisí
Férfi
| Versenyző           | Versenyszám      | 1. futam | 1. futam | 2. futam | 2. futam | Összesítés | Összesítés |
| Versenyző           | Versenyszám      | Idő      | Hely.    | Idő      | Hely.    | Idő        | Helyezés   |
| ------------------- | ---------------- | -------- | -------- | -------- | -------- | ---------- | ---------- |
| Rosztiszlav Fescsuk | Műlesiklás       | 55,35    | 45.      | 58,44    | 39.      | 1:53,79    | 39.        |
| Rosztiszlav Fescsuk | Óriás-műlesiklás | 1:29,79  | 77.      | 1:32,74  | 67.      | 3:02,53    | 68.        |

Női
| Versenyző               | Versenyszám            | 1. futam | 1. futam | 2. futam      | 2. futam      | Összesítés | Összesítés |
| Versenyző               | Versenyszám            | Idő      | Hely.    | Idő           | Hely.         | Idő        | Helyezés   |
| ----------------------- | ---------------------- | -------- | -------- | ------------- | ------------- | ---------- | ---------- |
| Anasztaszija Szkrjabina | Műlesiklás             | 57,53    | 47.      | nem ért célba | nem ért célba | kiesett    | kiesett    |
| Anasztaszija Szkrjabina | Óriás-műlesiklás       | kizárták | kizárták | kiesett       | kiesett       | kiesett    | kiesett    |
| Anasztaszija Szkrjabina | Szuperóriás-műlesiklás |          |          |               |               | 1:28,60    | 34.        |
| Bohdana Macocka         | Műlesiklás             | 56,46    | 43.      | 56,54         | 37.           | 1:53,00    | 37.        |
| Bohdana Macocka         | Óriás-műlesiklás       | 1:23,04  | 49.      | 1:18,94       | 46.           | 2:41,98    | 44.        |

## Biatlon
Férfi
| Versenyző                                                                  | Versenyszám           | Lövőhiba    | Időeredmény | Helyezés |
| -------------------------------------------------------------------------- | --------------------- | ----------- | ----------- | -------- |
| Olekszandr Bilanenko                                                       | 20 km egyéni          | 1 (0+1+0+0) | 52:00,3     | 22.      |
| Vjacseszlav Derkacs                                                        | 10 km sprint          | 3 (0+3)     | 28:22,9     | 77.      |
| Andrij Derizemlja                                                          | 10 km sprint          | 2 (2+0)     | 24:48,5     | 5.       |
| Andrij Derizemlja                                                          | 12,5 km üldözőverseny | 6 (1+0+3+2) | 35:48,7     | 26.      |
| Andrij Derizemlja                                                          | 20 km egyéni          | 3 (0+2+0+1) | 52:19,1     | 27.      |
| Andrij Derizemlja                                                          | 15 km tömegrajtos     | 5 (0+2+3+0) | 37:43,9     | 26.      |
| Szerhij Szednev                                                            | 10 km sprint          | 0 (0+0)     | 25:57,2     | 22.      |
| Szerhij Szednev                                                            | 12,5 km üldözőverseny | 0 (0+0+0+0) | 34:50,0     | 10.      |
| Szerhij Szednev                                                            | 20 km egyéni          | 4 (0+3+0+1) | 55:47,1     | 68.      |
| Szerhij Szednev                                                            | 15 km tömegrajtos     | 2 (0+0+2+0) | 37:02,8     | 21.      |
| Szerhij Szemenov                                                           | 10 km sprint          | 1 (0+1)     | 26:20,5     | 33.      |
| Szerhij Szemenov                                                           | 12,5 km üldözőverseny | 4 (3+1+0+0) | 36:55,7     | 39.      |
| Szerhij Szemenov                                                           | 20 km egyéni          | 3 (1+0+1+1) | 53:57,5     | 52.      |
| Olekszandr Bilanenko Andrij Derizemlja Vjacseszlav Derkacs Szerhij Szednev | 4 × 7,5 km váltó      | 4 (0+1 0+3) | 1:24:25,1   | 8.       |

Női
| Versenyző                                                                    | Versenyszám         | Lövőhiba    | Időeredmény | Helyezés |
| ---------------------------------------------------------------------------- | ------------------- | ----------- | ----------- | -------- |
| Okszana Hvosztenko                                                           | 7,5 km sprint       | 0 (0+0)     | 20:38,9     | 11.      |
| Okszana Hvosztenko                                                           | 10 km üldözőverseny | 1 (0+0+1+0) | 32:54,3     | 22.      |
| Okszana Hvosztenko                                                           | 15 km egyéni        | 0 (0+0+0+0) | 42:38,6     | 8.       |
| Okszana Hvosztenko                                                           | 12,5 km tömegrajtos | 3 (0+2+1+0) | 39:11,0     | 29.      |
| Olena Pidhrusna                                                              | 7,5 km sprint       | 1 (0+1)     | 20:47,3     | 18.      |
| Olena Pidhrusna                                                              | 10 km üldözőverseny | 2 (1+0+0+1) | 32:34,0     | 21.      |
| Olena Pidhrusna                                                              | 15 km egyéni        | 2 (0+2+0+0) | 44:15,9     | 32.      |
| Olena Pidhrusna                                                              | 12,5 km tömegrajtos | 2 (1+0+0+1) | 36:22,8     | 12.      |
| Valentina Szemerenko                                                         | 7,5 km sprint       | 0 (0+2)     | 21:08,3     | 23.      |
| Valentina Szemerenko                                                         | 10 km üldözőverseny | 3 (0+1+2+0) | 32:57,6     | 23.      |
| Valentina Szemerenko                                                         | 15 km egyéni        | 1 (0+0+0+1) | 42:44,5     | 13.      |
| Valentina Szemerenko                                                         | 12,5 km tömegrajtos | 3 (0+2+1+0) | 37:12,5     | 19.      |
| Viktorija Szemerenko                                                         | 7,5 km sprint       | 3 (0+3)     | 21:42,3     | 34.      |
| Viktorija Szemerenko                                                         | 10 km üldözőverseny | 5 (2+0+1+2) | 34:26,4     | 42.      |
| Viktorija Szemerenko                                                         | 15 km egyéni        | 2 (0+2+0+0) | 43:30,8     | 22.      |
| Olena Pidhrusna Valentina Szemerenko Okszana Hvosztenko Viktorija Szemerenko | 4 × 6 km váltó      | 8 (0+2 0+6) | 1:11:08,2   | 6.       |

## Északi összetett
| Versenyző         | Versenyszám        | Síugrás | Síugrás | Síugrás    | Sífutás | Sífutás | Összesítés | Összesítés |
| Versenyző         | Versenyszám        | Pont    | Hely.   | Időhátrány | Idő     | Hely.   | Idő        | Helyezés   |
| ----------------- | ------------------ | ------- | ------- | ---------- | ------- | ------- | ---------- | ---------- |
| Volodimir Tracsuk | Normálsánc + 10 km | 89,0    | 45.     | +3:06      | 26:18,4 | 32.     | 29:24,4    | 41.        |
| Volodimir Tracsuk | Nagysánc + 10 km   | 68,8    | 43.     | +3:53      | 26:25,2 | 34.     | 30:18,2    | 42.        |

## Műkorcsolya
| Versenyző                                | Versenyszám  | Rövid program | Rövid program | Kűr    | Kűr   | Összesítés | Összesítés |
| Versenyző                                | Versenyszám  | Pont          | Hely.         | Pont   | Hely. | Pont       | Helyezés   |
| ---------------------------------------- | ------------ | ------------- | ------------- | ------ | ----- | ---------- | ---------- |
| Anton Kovalevszkij                       | Férfi egyéni | 63,81         | 21.           | 102,09 | 24.   | 165,90     | 24.        |
| Tetyana Voloszozsar Sztanyiszlav Morozov | Páros        | 62,14         | 9.            | 119,64 | 8.    | 181,78     | 8.         |
| Katerina Kosztenko Roman Talan           | Páros        | 39,54         | 19.           | 81,44  | 20.   | 120,98     | 20.        |

| Versenyző                           | Versenyszám | Kötelező tánc | Kötelező tánc | Eredeti (original) tánc | Eredeti (original) tánc | Kűr   | Kűr   | Összesítés | Összesítés |
| Versenyző                           | Versenyszám | Pont          | Hely.         | Pont                    | Hely.                   | Pont  | Hely. | Pont       | Helyezés   |
| ----------------------------------- | ----------- | ------------- | ------------- | ----------------------- | ----------------------- | ----- | ----- | ---------- | ---------- |
| Hanna Zadorozsnyuk Szerhij Verbillo | Jégtánc     | 33,87         | 11.           | 50,02                   | 16.                     | 79,26 | 17.   | 163,15     | 16.        |

## Síakrobatika
Ugrás
| Versenyző             | Versenyszám | Selejtező | Selejtező | Döntő   | Döntő    |
| Versenyző             | Versenyszám | Pont      | Helyezés  | Pont    | Helyezés |
| --------------------- | ----------- | --------- | --------- | ------- | -------- |
| Sztanyiszlav Kravcsuk | Férfi       | 197,39    | 19.       | kiesett | kiesett  |
| Enver Ablajev         | Férfi       | 189,41    | 22.       | kiesett | kiesett  |
| Olekszandr Abramenko  | Férfi       | 164,56    | 24.       | kiesett | kiesett  |
| Nagyija Gyidenko      | Női         | 161,26    | 13.       | kiesett | kiesett  |
| Olha Volkova          | Női         | 160,78    | 14.       | kiesett | kiesett  |
| Olha Poljuk           | Női         | 115,73    | 20.       | kiesett | kiesett  |

## Sífutás
Férfi
| Versenyző        | Versenyszám | Eredmény  | Helyezés |
| ---------------- | ----------- | --------- | -------- |
| Roman Lejbjuk    | 15 km       | 36:49,7   | 61.      |
| Roman Lejbjuk    | 30 km       | 1:22:32,0 | 41.      |
| Roman Lejbjuk    | 50 km       | 2:15:19,9 | 42.      |
| Olekszandr Pucko | 15 km       | 37:09,8   | 62.      |
| Olekszandr Pucko | 30 km       | 1:24:47,1 | 52.      |

Női
| Versenyző                                                              | Versenyszám    | Selejtező | Selejtező | Döntő         | Döntő         |
| Versenyző                                                              | Versenyszám    | Idő       | Hely.     | Idő           | Helyezés      |
| ---------------------------------------------------------------------- | -------------- | --------- | --------- | ------------- | ------------- |
| Marina Ancibor                                                         | 10 km          |           |           | 27:07,4       | 37.           |
| Marina Ancibor                                                         | 15 km          |           |           | nem ért célba | nem ért célba |
| Katerina Hrihorenko                                                    | 10 km          |           |           | 27:29,7       | 45.           |
| Katerina Hrihorenko                                                    | 30 km          |           |           | 1:35:11,4     | 26.           |
| Lada Neszterenko                                                       | 10 km          |           |           | 28:06,4       | 56.           |
| Lada Neszterenko                                                       | 30 km          |           |           | 1:41:40,1     | 43.           |
| Valentina Sevcsenko                                                    | 10 km          |           |           | 25:51,1       | 9.            |
| Valentina Sevcsenko                                                    | 15 km          |           |           | 41:58,7       | 14.           |
| Valentina Sevcsenko                                                    | 30 km          |           |           | nem ért célba | nem ért célba |
| Viktorija Jakimcsuk                                                    | 15 km          |           |           | 44:24,8       | 45.           |
| Tetyana Zavalij                                                        | 15 km          |           |           | 42:50,7       | 31.           |
| Tetyana Zavalij                                                        | 30 km          |           |           | 1:34:32,3     | 21.           |
| Katerina Hrihorenko Marina Ancibor                                     | Csapatsprint   | 19:55,6   | 7.        | kiesett       | 14.           |
| Tetyana Zavalij Katerina Hrihorenko Marina Ancibor Valentina Sevcsenko | 4 × 5 km váltó |           |           | 59:25,7       | 13.           |

## Síugrás
| Versenyző             | Versenyszám | Selejtező | Selejtező | 1. ugrás | 1. ugrás | 2. ugrás | 2. ugrás | Összesítés | Összesítés |
| Versenyző             | Versenyszám | Pont      | Hely.     | Pont     | Hely.    | Pont     | Hely.    | Pont       | Helyezés   |
| --------------------- | ----------- | --------- | --------- | -------- | -------- | -------- | -------- | ---------- | ---------- |
| Volodimir Boscsuk     | Normálsánc  | 120,5     | 23.*      | 91,5     | 50.      | kiesett  | kiesett  | kiesett    | kiesett    |
| Volodimir Boscsuk     | Nagysánc    | 81,1      | 47.       | kiesett  | kiesett  | kiesett  | kiesett  | kiesett    | kiesett    |
| Olekszandr Lazarovics | Normálsánc  | 100,0     | 48.       | kiesett  | kiesett  | kiesett  | kiesett  | kiesett    | kiesett    |
| Olekszandr Lazarovics | Nagysánc    | 94,2      | 43.       | kiesett  | kiesett  | kiesett  | kiesett  | kiesett    | kiesett    |
| Vitalij Sumbarec      | Normálsánc  | 112,0     | 37.*      | 104,5    | 45.      | kiesett  | kiesett  | kiesett    | kiesett    |
| Vitalij Sumbarec      | Nagysánc    | 65,6      | 50.       | kiesett  | kiesett  | kiesett  | kiesett  | kiesett    | kiesett    |

* - egy másik versenyzővel azonos eredményt ért el

## Snowboard
Parallel giant slalom
| Versenyző        | Versenyszám | Selejtező | Selejtező | Nyolcaddöntő                 | Negyeddöntő       | Elődöntő          | Döntő             | Helyezés |
| Versenyző        | Versenyszám | Idő       | Hely.     | Ellenfél Eredmény            | Ellenfél Eredmény | Ellenfél Eredmény | Ellenfél Eredmény | Helyezés |
| ---------------- | ----------- | --------- | --------- | ---------------------------- | ----------------- | ----------------- | ----------------- | -------- |
| Joszip Penyak    | Férfi       | 1:21,01   | 22.       | kiesett                      | kiesett           | kiesett           | kiesett           | 22.      |
| Annamari Csundak | Női         | 1:25,44   | 16.       | Marion Kreiner (AUT) · +2,29 | kiesett           | kiesett           | kiesett           | 16.      |

## Szánkó
| Versenyző                     | Versenyszám | 1. futam | 1. futam | 2. futam | 2. futam | 3. futam | 3. futam | 4. futam | 4. futam | Összesítés | Összesítés |
| Versenyző                     | Versenyszám | Idő      | Hely.    | Idő      | Hely.    | Idő      | Hely.    | Idő      | Hely.    | Idő        | Helyezés   |
| ----------------------------- | ----------- | -------- | -------- | -------- | -------- | -------- | -------- | -------- | -------- | ---------- | ---------- |
| Natalija Jakusenko            | Női egyes   | 42,119   | 16.      | 41,809   | 9.       | 42,132   | 11.      | 42,026   | 10.      | 2:48,086   | 11.        |
| Lilija Ludan                  | Női egyes   | 42,312   | 19.      | 42,302   | 22.      | 42,477   | 17.      | 42,364   | 19.      | 2:49,455   | 19.        |
| Andrij Kisz Jurij Hajduk      | Kettes      | 42,219   | 17.      | 42,136   | 15.      |          |          |          |          | 1:24,355   | 16.        |
| Tarasz Szenkiv Roman Zaharkiv | Kettes      | 42,767   | 19.      | 42,595   | 20.      |          |          |          |          | 1:25,362   | 19.        |